# Gemeinschaftsleiter
Gemeinschaftsleiter (niem. naczelnik społeczności) – tytuł paramilitarny w Narodowosocjalistycznej Partii Robotniczej Niemiec (NSDAP), istniejący w latach 1939-1945. Stopień zastąpił inną rangę – Stützpunktleitera. Stopień ten używany był jako średni poziom rangi administracyjnej w partii nazistowskiej i odpowiadał randze kapitana w armii. Ranga podzielona była na trzy poziomy: Gemeinschaftsleitera, Obergemeinschaftsleitera oraz Hauptgemeinschaftsleitera.
Podział stopnia:
- Gemeinschaftsleiter – Naczelnik społeczności
- Obergemeinschaftsleiter – Starszy naczelnik społeczności
- Hauptgemeinschaftsleiter – Najstarszy naczelnik społeczności

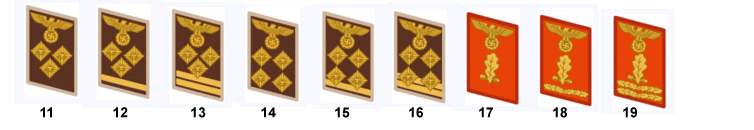
11: Einsatzleiter, 12: Obereinsatzleiter, 13: Haupteinsatzleiter, 14: Gemeinschaftsleiter, 15: Obergemeinschaftsleiter, 16: Hauptgemeinschaftsleiter, 17: Abschnittsleiter, 18: Oberabschnittsleiter, 19: Hauptabschnittsleiter.